# Peñarrubia
Peñarrubia és un municipi de la Comunitat Autònoma de Cantàbria, situat en la part occidental de la regió. Limita a l'oest amb Tresviso, al sud amb Cillorigo de Liébana a l'est amb Lamasón i al nord amb el Principat d'Astúries. En aquest ajuntament es troba el Congost de l'Hermida, porta d'entrada a la vall de Liébana. A més es pot trobar el balneari de La Hermida, alimentat per les aigües del riu Deva.

## Localitats
- Caldas, 20 hab.
- Cicera, 69 hab.
- La Hermida, 94 hab.
- Linares (Capital), 76 hab.
- Navedo, 49 hab.
- Piñeres, 53 hab.
- Roza, 19 hab.

Hi ha un nucli sense població, Urdón.

## Demografia
| 1900 | 1910  | 1920  | 1930 | 1940 | 1950 | 1960 | 1970 | 1981 | 1991 | 2000 | 2006 |
| ---- | ----- | ----- | ---- | ---- | ---- | ---- | ---- | ---- | ---- | ---- | ---- |
| 872  | 1.026 | 1.002 | 906  | 934  | 901  | 770  | 582  | 420  | 329  | 284  | 380  |

Font: INE

## Administració
| Eleccions municipals, 25 de maig de 2003 |      |        |          |
| Partit                                   | Vots | %      | Regidors |
| PSOE                                     | 227  | 72,76% | 6        |
| PP                                       | 48   | 15,38% | 1        |

| Eleccions municipals, 27 de maig de 2007 |      |        |          |
| Partit                                   | Vots | %      | Regidors |
| PSOE                                     | 211  | 71,28% | 5        |
| PP                                       | 73   | 24,66% | 2        |